# Kaiser Family Foundation
Kaiser Family Foundation ist ein US-amerikanisches Unternehmen mit Firmensitz in Menlo Park, Kalifornien. Das gemeinnützige Unternehmen betreibt eigene Forschung zu Themen der Gesundheitspolitik die dann Politikern, Medien, Gesundheitsunternehmen und der Öffentlichkeit zur Verfügung gestellt werden. Es betreibt zudem öffentliche Gesundheitsaufklärung. Die Stiftung ist mit mehr als einer halben Milliarde $ ausgestattet und verfügt über einen jährlichen Etat von 40 Millionen $.

## Geschichte
Das Unternehmen wurde 1948 von Henry J. Kaiser und seiner Frau Bess Kaiser gegründet. Das Firmenkonglomerat aus Kaiser Family Foundation, Kaiser Industries und Kaiser Permanente fiel 1977 auseinander. Zunächst war die Stiftung mit größeren Firmenanteilen an Kaiser Permanente ausgestattet. Bis 1985 trennte man sich jedoch von allen Anteilen an Kaiser Permanente, damit die Kaiser Family Foundation als unabhängiges Unternehmen auftreten konnte.

## Geschäftsfelder

### Forschung und Analyse
Das Unternehmen forscht zu komplexen Themen des Gesundheitswesens. Schwerpunkte sind dabei die Situation von Medicare Patienten, HIV/AIDS Patienten, Frauen mit geringem Einkommen und von ethnischen Minderheiten.
1991 wurde die Kaiser Commission on Medicaid and the Uninsured (KCMU) ins Leben gerufen, um einen besonderen Forschungsschwerpunkt auf die Situation der Medicaid Patienten und der Unversicherten zu legen.
Ebenso wird Meinungsforschung zu Themen des Gesundheitswesens betrieben.
Ein weiterer Forschungsschwerpunkt ist der Einfluss der Medien auf das Leben von jungen Menschen.

### Verbreitung von Informationen
Das Unternehmen betreibt seit 1993 Schulungsprogramme für Journalisten. Darüber hinaus werden auf verschiedenen Websites und durch andere Publikationen Informationen verbreitet.
Weiterhin werden Informationen zum Thema Gesundheitspolitik, insbesondere zur Gesundheitsreform gesammelt und verbreitet. Das Health Care Marketplace Project verbreitet Informationen zu Themen des Gesundheitsmarktes, insbesondere zu Versicherungspolicen. Das Medicare Policy Project informiert über Themen betreffend Medicare. Das Race/Ethnicity and Health Care Program soll Probleme beim Zugang und bei der Qualität der medizinischen Versorgung von Minderheiten aufzeigen. Das Women’s Health Policy Program behandelt die besonderen Probleme einkommensschwacher Frauen, insbesondere unter dem Aspekt Mitversicherung von Kindern bei Alleinerziehenden und den höheren Kosten einer Krankenversicherung aufgrund der statistischen längeren Lebenserwartung von Frauen. Das HIV/AIDS Policy Program betreibt weltweit Aufklärung über diese Krankheit. Die Kaiser Family Foundation unterstützt auch den Global Fund to Fight AIDS, Tuberculosis and Malaria.